# Culte ptolémaïque d'Alexandre le Grand

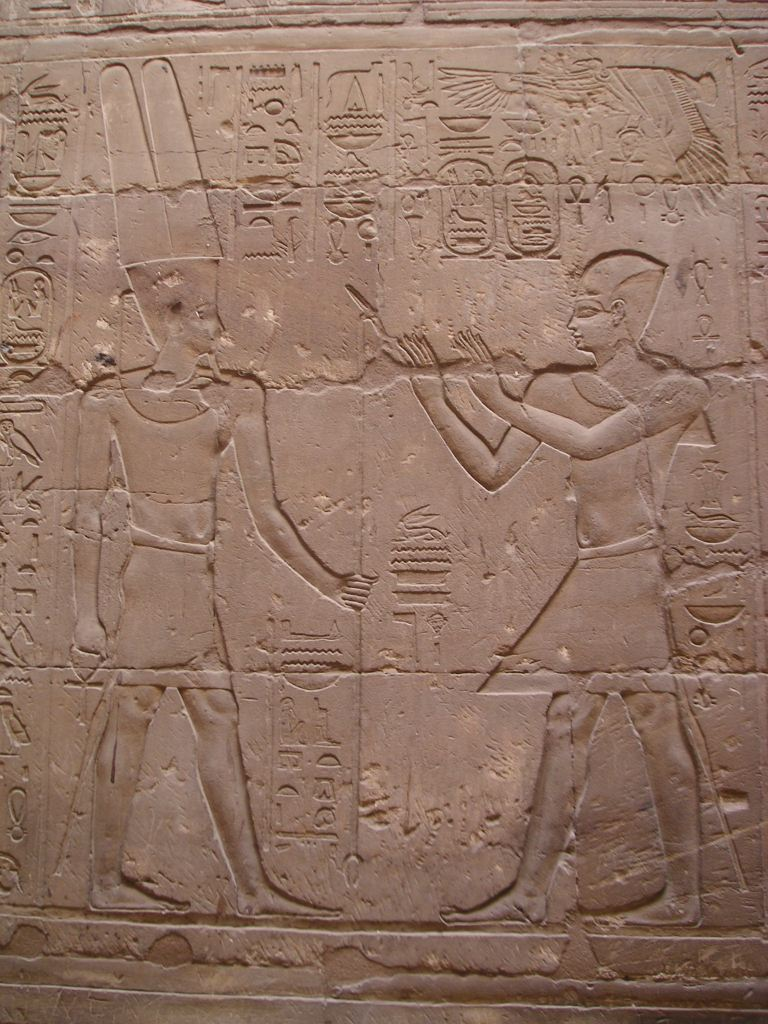
Alexandre en pharaon (à droite) priant Amon (à gauche), temple de Louxor, période ptolémaïque.

Le culte ptolémaïque d'Alexandre le Grand est un culte rendu à Alexandre le Grand en Égypte antique à l'époque hellénistique et promu par la dynastie ptolémaïque (ou lagide). Quatre sortes de cultes en l'honneur d'Alexandre sont à distinguer : un culte rendu à Alexandrie en hommage au roi-fondateur ; un culte d'État, associant Grecs et indigènes égyptiens, qui forme la base du culte royal des Ptolémées à partir de Ptolémée II ; un culte dionysiaque en tant que Néos Dionysos (« Nouveau Dionysos ») ; enfin, différentes assimilations d'Alexandre à des souverains divinisés.
Les années des documents écrits en grec et en démotique à l'époque ptolémaïque sont datées en fonction des prêtres éponymes du culte d'Alexandre.

## Origines du culte
Accueilli en libérateur par les Égyptiens, Alexandre, est proclamé pharaon d'Égypte à Memphis en 331 av. J.-C. Il se rend ensuite dans l'oasis de Siwa où il rencontre l'oracle de Zeus Ammon qui le confirme comme descendant direct du dieu Amon. Lors de son séjour en Égypte, Alexandre pose également les fondations de la ville d'Alexandrie, qui devient la principale colonie grecque et la capitale du royaume lagide.
La question qui se pose d'emblée est de savoir si Alexandre a véritablement songé à promouvoir un « culte impérial » en son honneur. Un examen des sources antiques montre qu'il entend se faire honorer comme un héros à l'image d'Héraclès. Par ailleurs, après la mort d'Héphaistion, survenue en 324, l'oracle d'Ammon-Zeus lui conseille d'honorer son favori par un culte héroïque. Il demande alors à Cléomène de Naucratis, le gouverneur de l'Égypte, d'élever à Alexandrie des temples en son honneur. Le culte d'Héphaistion se répand rapidement, y compris dans les cités grecques. À partir de 324, selon certains auteurs antiques, Alexandre aurait voulu être honoré en Grèce comme « Dieu Invaincu », conjointement à l'édit sur le retour des bannis. Mais cette décision est tirée d'interprétations tardives. Certes, des cités d'Anatolie, tels Eresós à Lesbos, lui ont rendu des honneurs divins ; mais c'est déjà le cas avec son père Philippe II. Arrien évoque des théores (ambassadeurs religieux) envoyés à Babylone auprès d'Alexandre, mais rien ne prouve en l'état actuel qu'Alexandre ait bien voulu instaurer un « culte impérial ». Il semble néanmoins probable qu'en héroïsant son favori Héphaistion, Alexandre indique à ses successeurs un modèle pour sa propre divinisation.

## Naissance du culte
Alors que la royauté sacrée est pratiquée depuis longtemps dans l'Égypte des pharaons, elle est quasiment inconnue dans le monde grec. La fondation d'Alexandrie lui assurerait à elle seule un statut divin, puisque les cités grecques rendent traditionnellement à leur fondateur (κτίστης / ktistès) des honneurs divins.
Après la mort d'Alexandre en juin 323 av. J.-C., sa dépouille momifiée est l'objet d'une lutte de pouvoir entre les Diadoques qui ont saisi l'avantage politique qu'elle confère, alors que l'oracle Aristandre de Telmessos affirme que celui qui la possédera dominera le monde. C'est ainsi que Ptolémée Ier détourne le convoi funéraire alors qu'il prend probablement la route d'Aigai en Macédoine. Transportée de Memphis à Alexandrie par Ptolémée II, la dépouille confère à la ville un prestige incomparable.
Lorsque Ptolémée prend possession de l'Égypte en 323, il incorpore l'héritage héroïque d'Alexandre à sa propre propagande, davantage encore après s'être proclamé roi d'Égypte en 305 afin de soutenir les revendications de sa propre dynastie. Dans ce cadre, Alexandre est élevé du statut de dieu protecteur d'Alexandrie à celui de dieu d'État pour les populations de l'empire ptolémaïque, au-delà même des limites de l'Égypte.

## Nature du culte

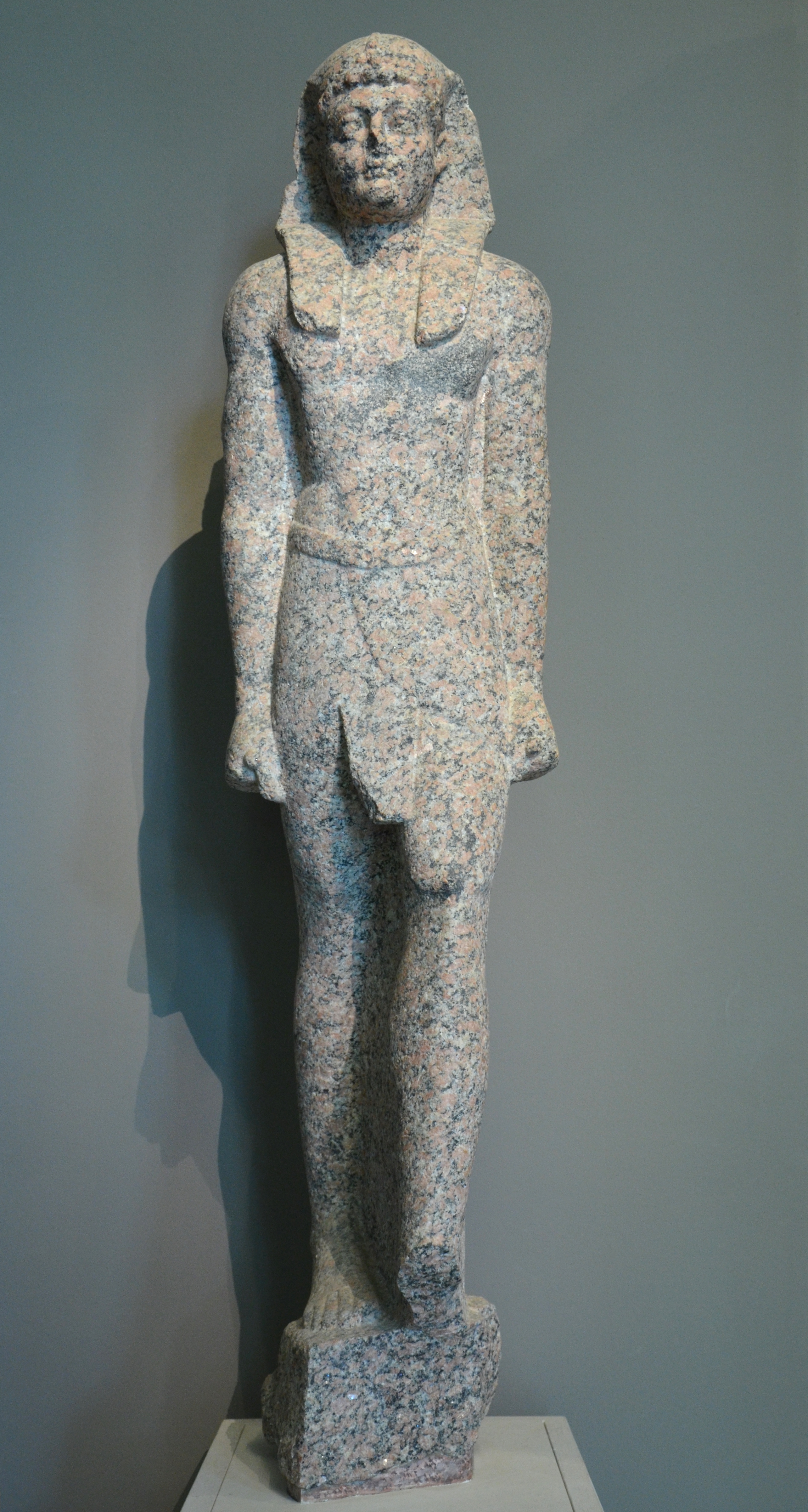
Statue d'Alexandre en pharaon, vers 300 av. J.-C.

Chronologiquement, le premier culte d'Alexandre en Égypte est un culte municipal rendu à Alexandrie en l'honneur de la fondation de la ville. Ce culte est attesté sous Ptolémée Ier même s'il est possible qu'il existe dès la fondation d'Alexandrie en 331 av. J.-C.. Il est probablement honoré dans un hérôon.
Le deuxième culte est un culte d'État, de forme grecque, honorant Alexandre dans tout le royaume ptolémaïque. Ce culte, avec prêtre éponyme, est attesté par des papyrus pour la première fois en 311 sous Ptolémée Ier. Ce culte concerne les Gréco-Macédoniens et les indigènes égyptiens. Alexandre est donc vénéré comme un « dieu intégral », à l'instar de celui des divinités olympiennes, son nom n'étant pas précédé de l'épithète thèos à la différence des rois lagides. Le culte d'État Alexandre est pourvu d'un prêtre spécial, portant couronne d'or et manteau de pourpre, issu des familles nobles. Il est probablement honoré dans un temple particulier.
Le troisième culte est un culte dynastique fondé par Ptolémée II qui a divinisé ses parents, Ptolémée Ier et Bérénice Ire. Il unit ensuite le culte d'Alexandre aux « Dieux Adelphes » (Theoi Adelphoi) : lui-même et sa sœur-épouse Arsinoé II. Dans le tombeau d'Alexandre à Alexandrie, les Theoi Adelphoi sont ainsi associés au dieu Alexandre et desservis par le même prêtre. Par la suite, d'autres souverains honorent leurs parents en y associant le culte d'Alexandre.
Le quatrième culte est un culte dionysiaque d'Alexandre, fondé sur la légende soutenant qu'Alexandre s'est conduit comme un Néos Dionysos, bien qu'aucune preuve atteste qu'Alexandre se soit identifié lui-même à Dionysos. Les auteurs alexandrins, inspirés par la propagande dionysiaque des souverains ptolémaïques, auraient donc décrit Alexandre comme un Dionysos réincarné, sachant que l'épithète de Néos Dionysos a été repris par Ptolémée IV et Ptolémée XII.
Finalement, en instaurant ce culte de fondateur et ce culte d'État, Ptolémée Ier sert la gloire d'Alexandrie, de l'Égypte mais aussi sa propre gloire, tout en cherchant à éclipser ses rivaux, en premier lieu Antigone le Borgne et Séleucos.

## Rattachement au culte des Ptolémées
Vers 283-282 av. J.-C., Ptolémée II divinise ses parents, Ptolémée Ier et Bérénice Ire, au titre de « Dieux Sauveurs » (Theoi Sôtères). Ce culte, qui vise à consolider la dynastie et à recueillir la piété des sujets grecs du royaume, est rattaché immédiatement à celui d'Alexandre. Puis, Arsinoé II, la sœur-épouse de Ptolémée II, devient l'objet d'un culte spécifique au titre de Philadelphos (« Qui aime son frère »). Des statues des souverains déifiés sont ainsi installées dans le temple d'Alexandre tandis que le prêtre du culte d'Alexandre organise les rites. Par ce geste, les Ptolémées soulignent leur propre subordination à Alexandre en tant que Synnaoi Théoi (« Divinités qui partagent le temple »), Alexandre restant le principal destinataire des rituels et des sacrifices.

## Prêtres du culte
Le prêtre suprême du culte d'Alexandre est le prêtre en chef du royaume ptolémaïque. La liste, incomplète, des prêtres du culte d'État en l'honneur d'Alexandre est connu grâce aux sources papyrologiques. Le premier prêtre attesté est Ménélaos, frère de Ptolémée Ier.
À partir de Ptolémée IX, la direction du culte est assurée par les souverains lagides eux-mêmes. Il s'agit probablement pour lui de souligner sa préséance sur sa mère et corégente, Cléopâtre III. La fonction change alors de caractère, passant d'un sacerdoce éponyme à un outil de propagande. Car, contrairement à la fonction royale qui est de plus en plus partagée entre frères et sœurs ou avec d'autres membres de la famille à partir du début du IIe siècle av. J.-C., le sacerdoce d'Alexandre est indivisible. C'est ainsi que Ptolémée IX, désireux de se démarquer de sa mère, a commencé le culte sacerdotal autour de sa propre personne. La dernière grande prêtresse attestée est Cléopâtre III, qui finit par succéder à son fils, alors qu'il n'est pas dans les usages grecs de confier un sacerdoce suprême à une femme. Les fonctions sacerdotales et royales sont restées unies sous les règnes suivants, bien que le titre sacerdotal soit rarement mentionné dans les papyrus, car la perte de son caractère éponyme le rend inutile pour la datation.